# Пам'ятки національного значення Волинської області
Нижче наведено перелік пам'яток культурної спадщини національного значення у Волинській області.
Згідно з постановою Кабінету Міністрів України за 2009 рік, на Волині налічується 23 пам'ятки національного значення. Проте у 2011 році головний спеціаліст з питань охорони культурної спадщини та музеєфікації управління культури і туризму ОДА Петро Ходан заявляв, що всього в області є 202 пам'ятки національного значення, з яких 179 — пам'ятки містобудування та архітектури.
| №  | Фото | Назва | Дата                        | Місце                                                            | Тип                                | Охоронний номер |
| -- | ---- | --- | --------------------------- | ---------------------------------------------------------------- | ---------------------------------- | --------------- |
| 1  |      | Меморіальний комплекс «Вічна слава»                                                                         | 1977                        | Луцьк, ріг проспекта Перемоги і вулиці Шопена                    | історична пам’ятка                 | 030001-N        |
| 2  |      | Пам'ятник Лесі Українці                                                                                     | 1976                        | Луцьк, Театральний майдан                                        | пам’ятка монументального мистецтва | 030002-N        |
| 3  |      | Городище «Вали»                                                                                             | IX-XIII сторіччя            | м. Володимир, вул. Соборна                                       | археологічна пам’ятка              | 030003-N        |
| 4  |      | Меморіальний комплекс «Жертвам фашизму» на місці концентраційного табору для військовополонених «Oflag-365» | 1967                        | Володимир, південно-західна околиця                              | історична пам’ятка                 | 030004-N        |
| 5  |      | Зимненське городище                                                                                         | V-IX сторіччя               | Володимирський район, село Зимне                                 | археологічна пам’ятка              | 030005-N        |
| 6  |      | Будинок, у якому жив і працював композитор Ігор Стравинський                                                | 1907-1908                   | Володимирський район, м. Устилуг                                 | історична пам’ятка                 | 030006-N        |
| 7  |      | Городище | XIV-XVIII сторіччя          | Луцький район (до 2020 Горохівський район), село Журавники       | археологічна пам’ятка              | 030007-N        |
| 8  |      | Городище | IX-XIII сторіччя            | Луцький район, село Перемиль                                     | археологічна пам’ятка              | 030008-N        |
| 9  |      | Поле битви військ Богдана Хмельницького з польськими військами (Битва під Берестечком)                      | 1651                        | Луцький район, село Піски                                        | історична пам’ятка                 | 030009-N        |
| 10 |      | Городище «Замок»                                                                                            | IX-XIII сторіччя            | Володимирський район (до 2020 Іваничівський район), село Литовеж | археологічна пам’ятка              | 030010-N        |
| 11 |      | Городище | IX-XIII сторіччя            | Володимирський район (до 2020 Іваничівський район), село Лежниця | археологічна пам’ятка              | 030011-N        |
| 12 |      | Садиба Лесі Українки                                                                                        | друга половина XIX століття | Ковельський район, село Колодяжне                                | історична пам’ятка                 | 030012-N        |
| 13 |      | Городище | XI-XIII століття            | Володимирський район (до 2020 Локачинський район, селище Локачі  | археологічна пам’ятка              | 030013-N        |
| 14 |      | Городище | IX-XIII сторіччя            | Володимирський район (до 2020 Локачинський район, село Затурці   | археологічна пам’ятка              | 030014-N        |
| 15 |      | Садиба Липинських                                                                                           | 1882                        | Володимирський район (до 2020 Локачинський район), село Затурці  | історична пам’ятка                 | 030015-N        |
| 16 |      | Городище | IX-XIII сторіччя            | Луцький район, село Горзвин                                      | археологічна пам’ятка              | 030016-N        |
| 17 |      | Городище | IX-XIII сторіччя            | Луцький район, село Коршів                                       | археологічна пам’ятка              | 030017-N        |
| 18 |      | Городище | IX-XIII сторіччя            | Луцький район, село Усичі                                        | археологічна пам’ятка              | 030018-N        |
| 19 |      | Городище | IX-XIII сторіччя            | Луцький район, село Шепель                                       | археологічна пам’ятка              | 030019-N        |
| 20 |      | Городище | IX-XIII сторіччя            | Камінь-Каширський район (до 2020 Любешівський район), село Ветли | археологічна пам’ятка              | 030020-N        |
| 21 |      | Городище «Замчище»                                                                                          | IX-XIII сторіччя            | Ковельський район (до 2020 Любомльський район), Любомль          | археологічна пам’ятка              | 030021-N        |
| 22 |      | Городище | IX-XIII сторіччя            | Ковельський район (до 2020 Любомльський район), село Гуща        | археологічна пам’ятка              | 030022-N        |
| 23 |      | Меморіальний комплекс «Жертвам фашизму»                                                                     | 1980                        | Ковельський район (до 2020 Ратнівський район), село Кортеліси    | історична пам’ятка                 | 030023-N        |

## Список історико-культурних заповідників
- Історико-культурний заповідник «Старий Луцьк» (м. Луцьк, вул. Драгоманова)
- Державний історико-культурний заповідник «Стародавній Володимир» (м. Володимир, вул. Ковельська)